# Бікмаєв Марат Ріфкатович
Марат Бікмаєв (узб. Marat Bikmayev, нар. 1 січня 1986, Ташкент) — узбецький футболіст татарського походження, нападник, фланговий півзахисник клубу «Локомотив» (Ташкент). Футболіст року в Узбекистані (2017).
Виступав, зокрема, за «Пахтакор» та «Аланію», а також національну збірну Узбекистану. Учасник трьох Кубків Азії.

## Клубна кар'єра
Професійну кар'єру розпочав у ташкентському «Пахтакорі» в 2002 році. За три сезони провів у складі команди 39 зустрічей, забивши в них чотирнадцять м'ячів. Разом з «Пахтакором» Бікмаєв тричі домагався перемог у розіграші першості країни, а також тричі ставав володарем кубку.
У 2004 році Марат перебрався в Росії, уклавши контракт з самарським клубом «Крила Рад». У складі волжан Марат закріпитися не зумів, провівши за півтора року всього п'ять зустрічей у першості країни, а також дві гри в Кубку Росії. Брав участь у першому матчі другого кваліфікаційного раунду Кубка УЄФА 2005/06.
У 2007 році поповнив ряди іншого волзького клубу — казанського «Рубіна», але і тут він не мав ігрової практики. Так і не зігравши жодного матчу в основній команді клубу, Бікмаєв покинув Казань і переїхав у Нальчик, де виступав у складі місцевого «Спартака». Дебют Бікмаєва в новій команді відбувся 15 березня 2008 року в матчі першого туру проти раменського «Сатурна». Всього у складі нальчан Марат провів півтора сезони, 48 разів з'являвся на полі, тричі забивав голи.
Влітку 2010 року Бікмаєв досить несподівано розірвав контракт з нальчанами і поповнив стан владикавказської «Аланії». У новому клубі дебютував 15 серпня 2010 року в матчі проти пермського «Амкару». До кінця сезону провів у складі «барсів» ще дванадцять ігор, але це не врятувало команду від вильоту в другий російський дивізіон. Це не завадило владикавказькому клубу дійти до фіналу кубку країни, що дозволило йому виступати в Лізі Європи УЄФА. В даному турнірі Бікмаєв чотири рази виходив на поле, забив один гол. По закінченню сезону 2011/12 контракт з футболістом продовжений не був і Марат відправився в Казахстан, ставши гравцем «Актобе». За два сезони у складі місцевого клубу Марат провів 21 матч у чемпіонаті країни, а також шість зустрічей у кубку, ставши разом з клубом чемпіоном Казахстану в 2013 році.
7 січня 2014 року уклав дворічний контракт з ташкентським «Локомотивом». Дебютував у новому клубі 1 жовтня 2014 року, вийшовши на заміну замість Алішера Шагуламова на 89-й хвилині. А ще через хвилину Марат відзначився голом. З командою двічі вигравав національний кубок. Станом на 9 квітня 2018 року відіграв за ташкентських залізничників 81 матч в національному чемпіонаті.

## Виступи за збірну
31 березня 2004 року дебютував в офіційних іграх у складі національної збірної Узбекистану у відбірковому матчі до чемпіонату світу 2006 року проти збірної Тайваню. Перший гол за збірну Бікмаєв забив через п'ять місяців у матчі проти збірної Палестини.
У складі збірної був учасником кубка Азії 2004 року у Катарі, кубка Азії 2007 року у Китаї, а також кубка Азії 2011 року у чотирьох країнах відразу.

## Титули і досягнення
- Чемпіон Узбекистану (7):

«Пахтакор»: 2002, 2003, 2004, 2019
«Локомотив» (Ташкент): 2016, 2017, 2018
- Чемпіон Казахстану (1):

«Актобе»: 2013
- Володар Кубка Узбекистану (6):

«Пахтакор»: 2002, 2003, 2004, 2019
«Локомотив» (Ташкент): 2014, 2016
- Володар Суперкубка Узбекистану (1):

«Локомотив» (Ташкент): 2015
- Володар Кубка узбецької ліги (1):

«Пахтакор»: 2019

### Індивідуальні
- Футболіст року в Узбекистані: 2017
- Найкращий бомбардир Чемпіонату Узбекистану (1): 2017